# Chōzubachi

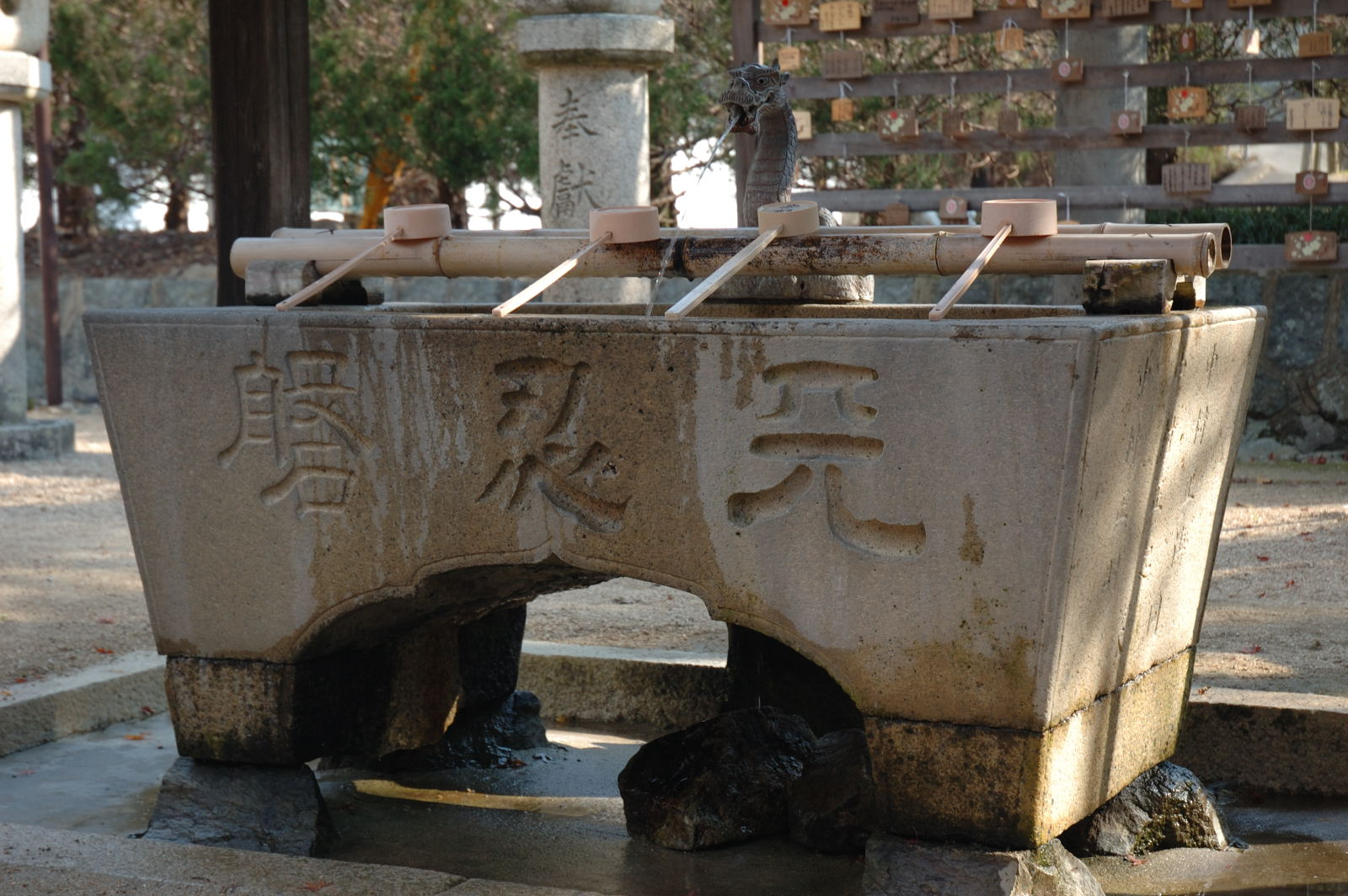
Chōzubachi

Il chōzubachi (手水鉢?), o ciotola d'acqua, è un recipiente usato per sciacquare le mani nei templi, nei santuari e nei giardini giapponesi.
Solitamente è fatto di pietra e gioca anche un ruolo importante nella cerimonia del tè. Gli ospiti lo usano per lavarsi le mani prima di entrare nella sala da tè, una pratica originariamente adattata dall'usanza di sciacquare la propria bocca e purificare il proprio corpo prima di entrare nei sacri recinti di un santuario shintoista o di un tempio buddista.
La combinazione di un chōzubachi e le pietre in un giardino del tè si chiama tsukubai.